# St. Martin (Nörten-Hardenberg)

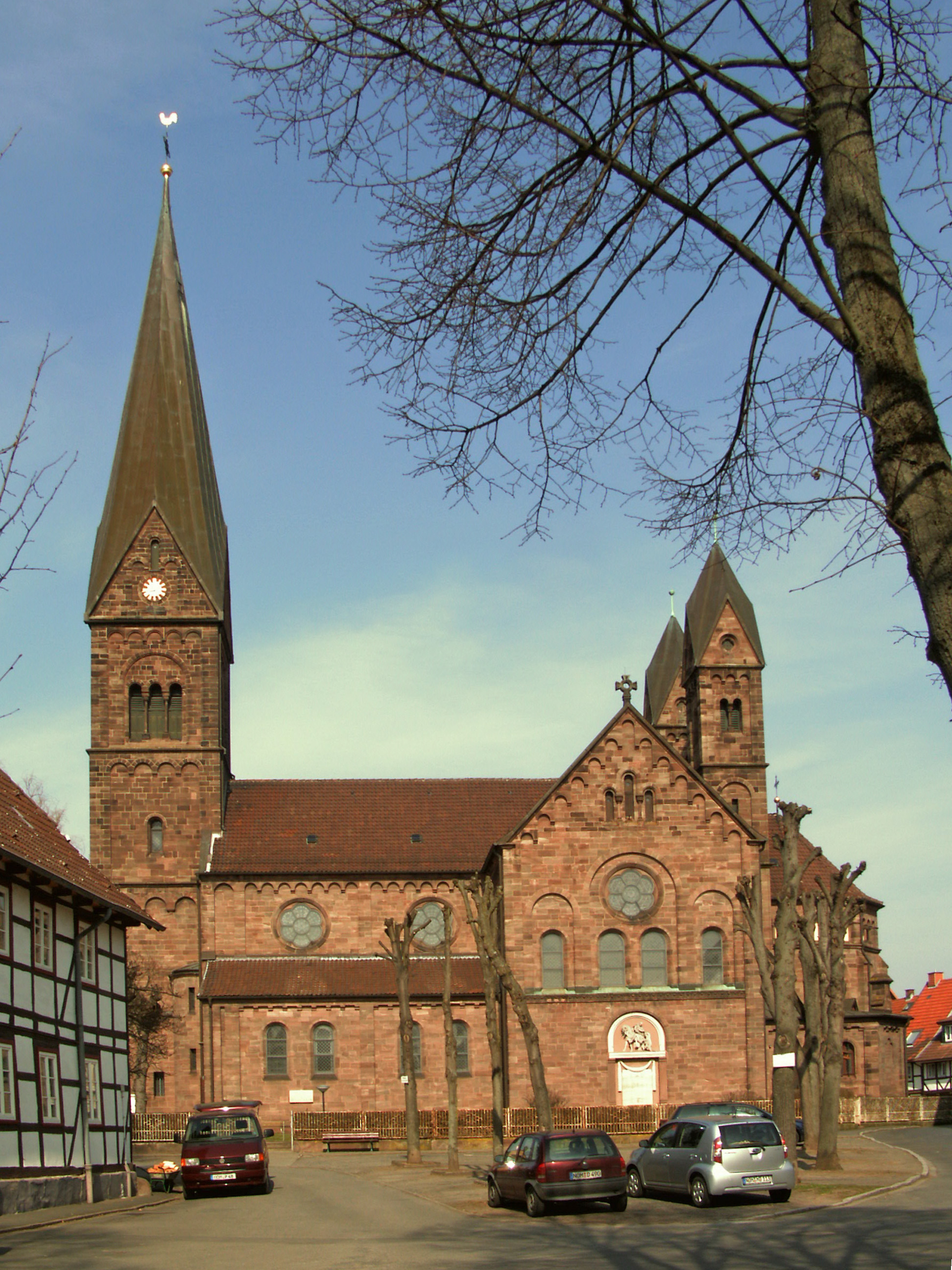
Pfarrkirche St. Martin

Die ehemalige Stiftskirche St. Martin ist die katholische Pfarrkirche in Nörten-Hardenberg im niedersächsischen Landkreis Northeim. Die neuromanische Basilika wurde 1894/95 nach Plänen von Richard Herzig erbaut. Ihre Pfarrgemeinde gehört zum Dekanat Nörten-Osterode des Bistums Hildesheim.

## Lage und Umgebung

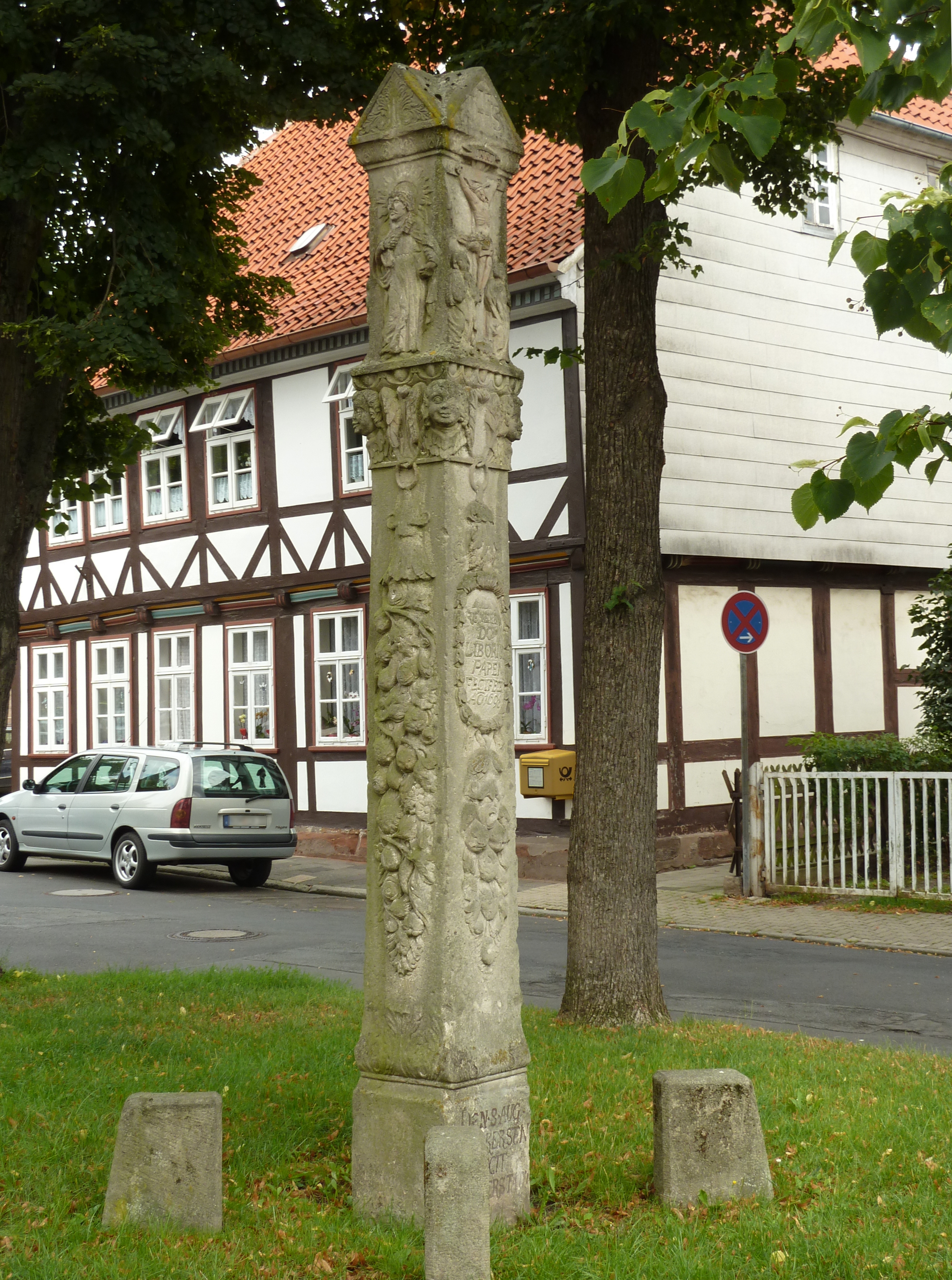
Bildstock am Stiftsplatz

Das Gebäude befindet sich im Norden des Ortes auf einem Gelände, das nach Westen hin um mehrere Meter zum Tal der Leine hin abfällt. Dieser Stiftsplatz ist an drei Seiten von mehreren Fachwerkhäusern umgeben, die unter Denkmalschutz stehen, darunter im Südwesten das 1823 erbaute Stiftspfarrhaus und das ehemalige Feuerwehrhaus. 1698 wurde in der Nähe ein Heiligenpfosten aufgestellt, um an die frühere Gerichtsstätte der Chorherren zu erinnern. Auch befindet sich als katholische Einrichtung die Kindertagesstätte St. Josef am Stiftsplatz, bereits 1894 als Kindergarten in Trägerschaft der Kongregation der Barmherzigen Schwestern vom hl. Vinzenz von Paul in Hildesheim gegründet und seit 1996 in Trägerschaft der Pfarrgemeinde St. Martin.

## Geschichte

### Mittelalter
Die Ursprünge der Nörtener St.-Martins-Pfarrei reichen in die Zeit des heiligen Bonifatius und der Sachsenmission Karls des Großen ins 8. Jahrhundert zurück. Schriftquellen zufolge kam es im Leinegau zwischen 741 und 768 zur Gründung der Pfarrkirche St. Martin. Die Urpfarrei wurde Archidiakonat über zwölf Hauptkirchen mit bis zu rund drei hundert zugeordneten Kirchen und Kapellen. Jahrhundertelang war ihre Geschichte mit der des Petersstifts Nörten verbunden. Seit dessen Gründung 1055 diente die Pfarrkirche zugleich der Stiftsliturgie. 1259 wurde die Martinskirche dem Petersstift inkorporiert. Nach einem Brand um 1300 wurde die Martinskirche als gotischer Bau errichtet.

### Neuzeit

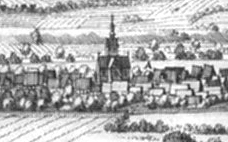
St. Martin um 1650 auf einem Merian-Kupferstich von Nörten

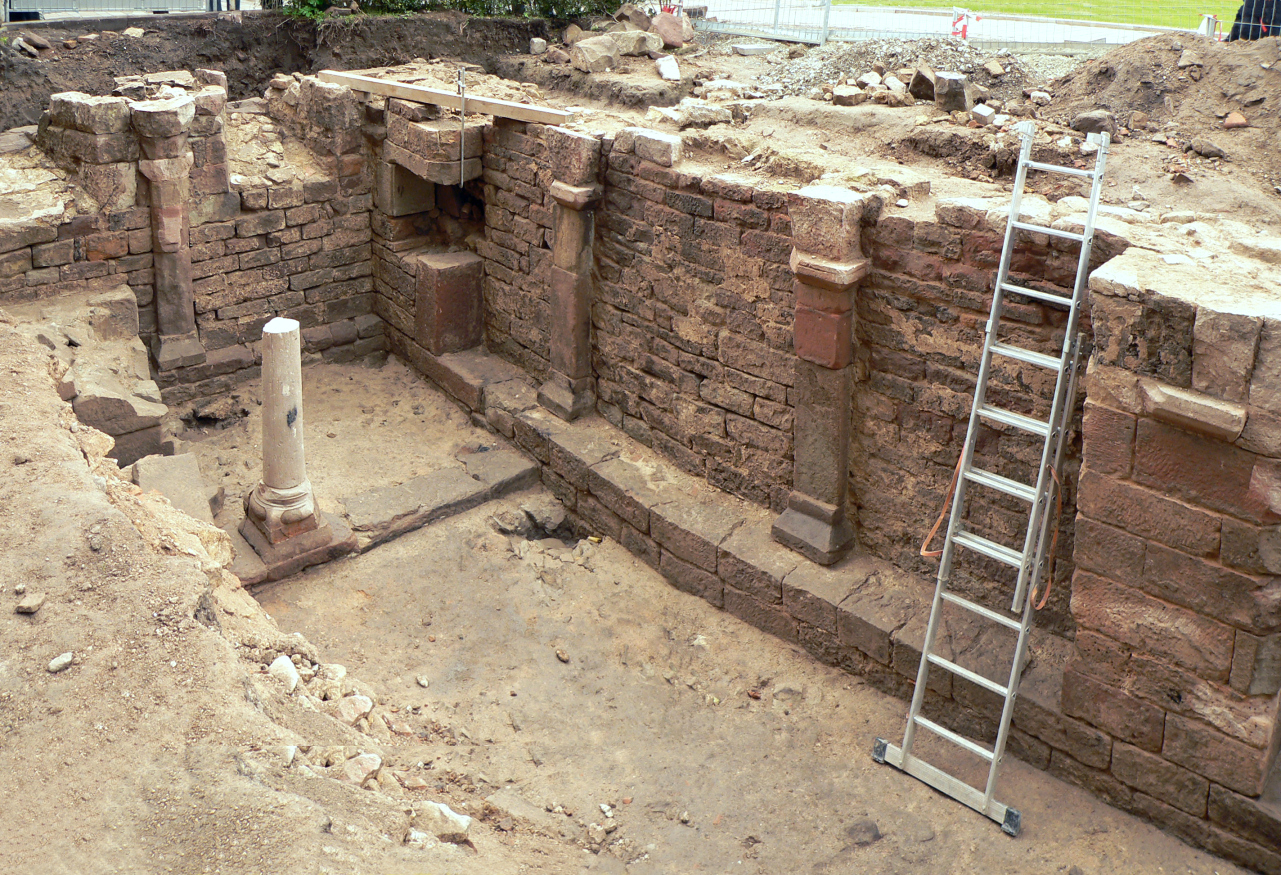
Freigelegte Stiftskrypta

Sie teilte die wechselvollen Schicksale des Stifts in den Auseinandersetzungen zwischen dem Erzstift Mainz, zu dem das Petersstift als Exklave gehörte, den welfischen Herzögen, der Stadt Göttingen und den Hardenbergern. Reformationszeit und Dreißigjähriger Krieg hinterließen schwere Schäden, die nur notdürftig ausgebessert werden konnten. Die Aufhebung des Stifts erfolgte 1809, als Nörten zum Distrikt Göttingen gehörte.
Die gotische Martinskirche war gegen Ende des 19. Jahrhunderts so baufällig, dass sie abgerissen wurde. Für den repräsentativen Neubau steuerte der Hannoversche Klosterfonds Mittel aus der Säkularisierungsmasse des Petersstifts bei. Die neue Pfarrkirche wurde unmittelbar nördlich neben dem Vorgängerbau errichtet und am 6. Oktober 1895 durch Bischof Wilhelm Sommerwerck geweiht.
Am 28. Januar 2003 erfolgte die Profanierung der 1965–1967 erbauten Filialkirche Zur göttlichen Vorsehung in Angerstein. Seit dem 1. März 2004 gehört die Kirche zum damals neu gegründeten Dekanat Nörten-Osterode, zuvor war Nörten Sitz eines eigenen gleichnamigen Dekanates. Seit dem 1. September 2010 gehört zur St.-Martins-Gemeinde auch die St.-Marien-Kirche in Hardegsen. Heute (2011) gehören zur Pfarrgemeinde etwa 3.000 Katholiken.
2014 wurde der Stiftsplatz neu gepflastert. Dabei legten Archäologen auf der Nordseite der Kirche menschliche Knochen frei, wobei es sich um frühere Bestattungen oder Umbettungen handelte. Auf der Südseite entdeckten die Wissenschaftler unter dem ehemaligen Altarraum der Vorgängerkirche die ins 12. Jahrhundert datierte Stiftskrypta Nörten. Nach Ausgrabung und Dokumentation der Überreste wurde sie wieder verfüllt.

## Architektur

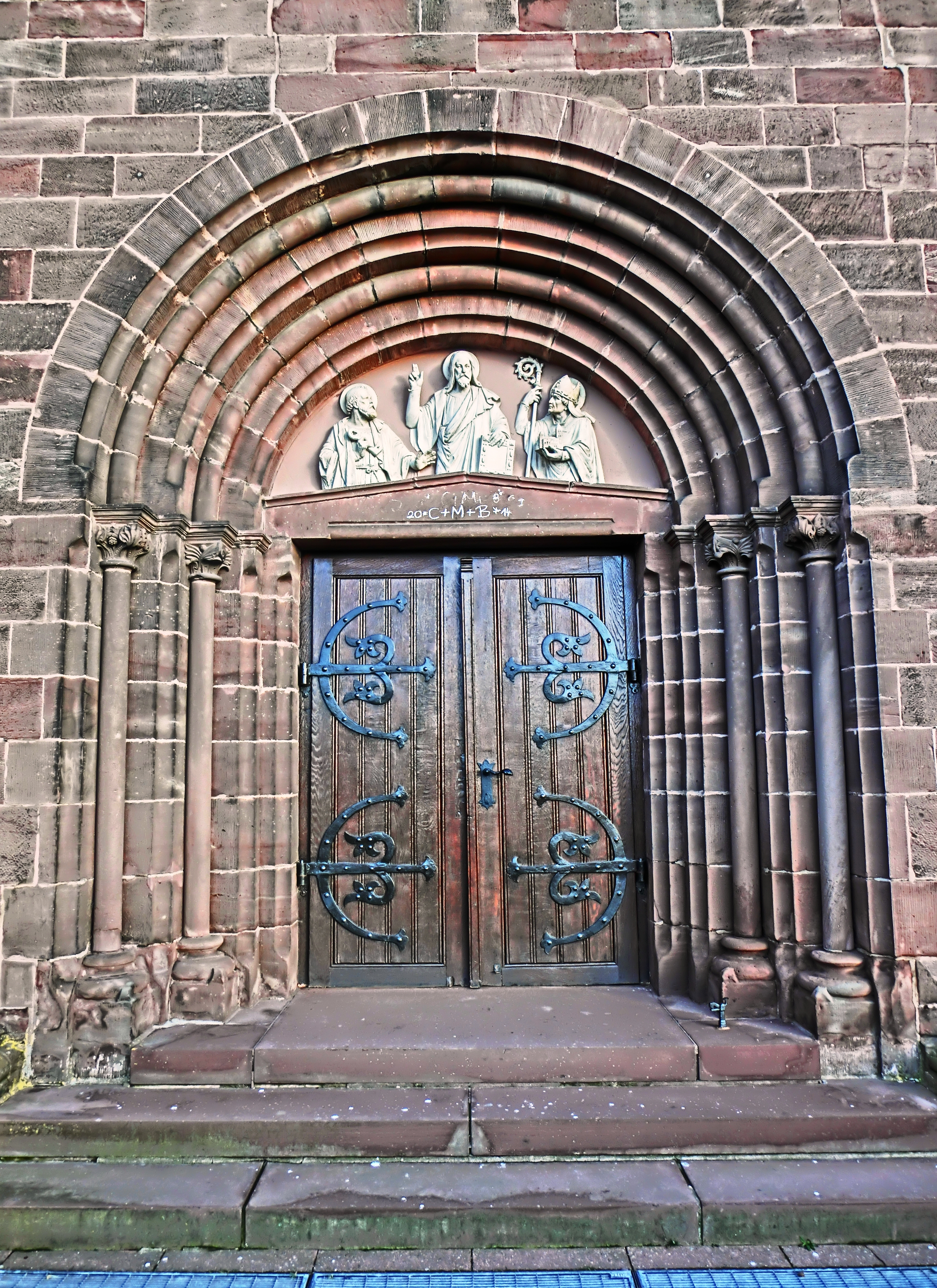
Hauptportal

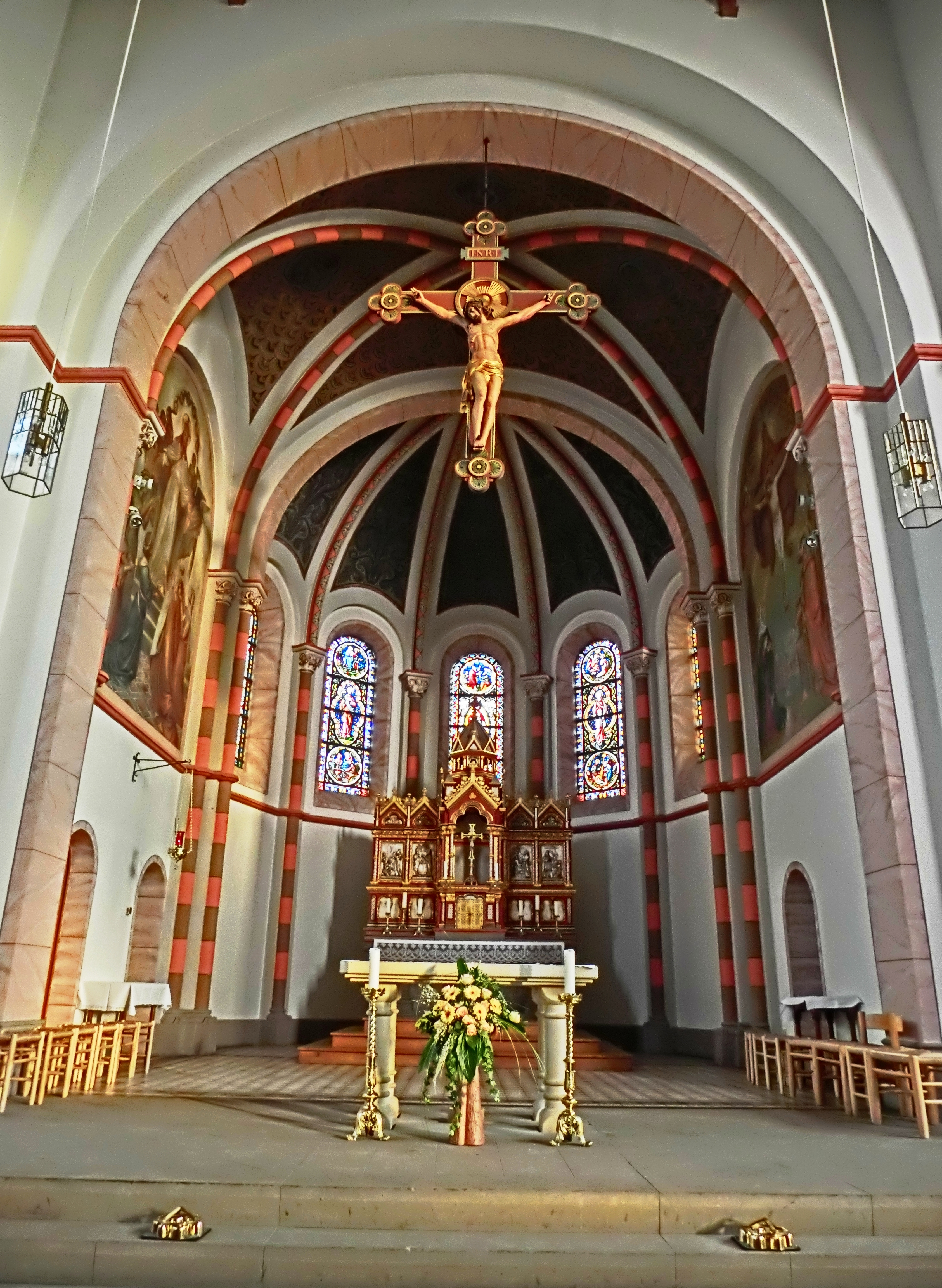
Altarraum

Richard Herzig entwarf die Nörtener Pfarrkirche als Werksteinbau in nachempfundenen Formen der Hochromanik. Stil und Aufwand – besonders die beiden Chorflankentürme – sollten der großen Zeit des Nörtener Stifts ein Denkmal setzen. Die geostete dreischiffige Kirche besteht aus den beiden Langhaus-Jochen, dem Querhaus, dem Chor mit seinen beiden Flankentürmen und der polygonalen Apsis. Der Hauptturm über dem Westportal ragt auf quadratischem Grundriss viergeschossig auf und endet in vier Giebeln mit Spitzhelm. Alle Wandflächen sind mit Bogenfriesen und Lisenen gegliedert.
Im Tympanon des Hauptportals sind im Halbrelief Christus als Pantokrator zwischen dem Stiftspatron Petrus und dem Pfarrpatron Martin abgebildet. An der Südwand des Querhauses ist die Szene der Mantelteilung des hl. Martin dargestellt. Die Skulpturen schuf Carl Dopmeyer. Sie sind umrahmt von Psalmen nach 2. Brief des Paulus an Timotheus und der Paulusbriefe. Mit dem Monument ist die Erinnerungstafel an die örtlichen Opfer des Ersten Weltkriegs verbunden. Außerdem ist eine Gedenktafel für den Kanoniker Johann Vinzenz Wolf, der hier wirkte, angebracht. Der Crucifixus an der Nordwand wurde um 1900 im Grödner Tal geschnitzt.
Der flach gedeckte Innenraum erhält seinen Charakter vor allem durch die weiten Bögen der Vierung sowie die Bögen, Pfeiler und Dienste der Mittelschiffwände, zwischen denen der Blick auf den Hauptaltar und die Apsis mit ihren drei Rundbogenfenstern fällt.

## Ausstattung
Die Ausstattung der Kirche verbindet Bilder und Statuen aus der Erbauungszeit mit neu geschaffenen Stücken aus der zweiten Hälfte des 20. Jahrhunderts.

### Orgel

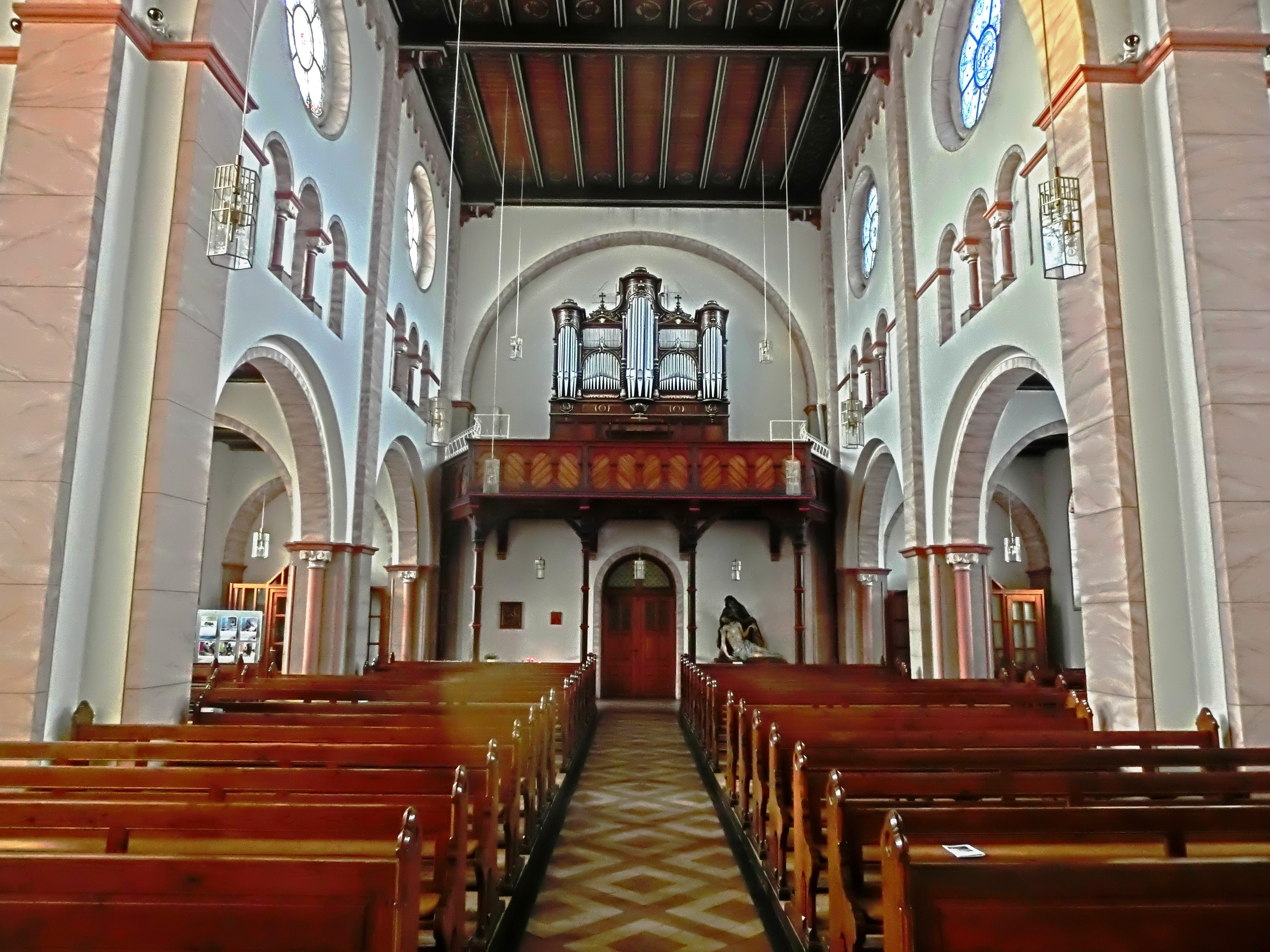
Blick zur Orgelempore

Bedeutend ist die Orgel, die 1904 von der Orgelbaufirma Furtwängler und Hammer erbaut worden ist. Das deutsch-romantisch disponierte Instrument ist nahezu original erhalten und wurde 1995 von dem Orgelbauer Christian Scheffler umfassend restauriert. Es hat 24 Register (ca. 1.300 Pfeifen) auf zwei Manualen und Pedal. Die Trakturen sind pneumatisch (Röhrenpneumatik). Das Orgelgehäuse ist wahrscheinlich älter als das Orgelwerk. Es weist barocke und klassizistische Stilelemente auf. Es verfügt über einen Gesamtschweller.
| I Hauptwerk C–f3   |     |
| Bordun             | 16′ |
| Principal          | 08′ |
| Offenflöte         | 08′ |
| Gamba              | 08′ |
| Dolce              | 08′ |
| Oktave             | 04′ |
| Flute harmonique 0 | 04′ |
| Mixtur III-IV      |     |
| Trompete           | 08′ |

| II Nebenwerk C–f3 |     |
| Geigenprincipal 0 | 08′ |
| Liebl. Gedackt    | 08′ |
| Salicional        | 08′ |
| Vox coelestis     | 08′ |
| Aeoline           | 08′ |
| Fugara            | 04′ |
| Zartflöte         | 04′ |
| Piccolo           | 02′ |
| Oboe              | 08′ |

| Pedal C–d1    |     |
| Violon        | 16′ |
| Subbaß        | 16′ |
| Principal     | 08′ |
| Gedacktbass 0 | 08′ |
| Choralbaß     | 04′ |
| Posaune       | 16′ |

- Koppeln: II/I, I/P, II/P (Pedalklappe)
  - Superoktavkoppeln: I/I, II/I, II/II
- Spielhilfen: Absteller, Registercrescendo